# Rory Brady
Rory Brady (* 20. August 1957 in Dublin; † 19. Juli 2010 ebenda) war ein vormaliger irischer Prozessanwalt und Attorney General of Ireland (Generalstaatsanwalt).

## Leben
Brady studierte Rechtswissenschaften am University College Dublin. Er war Visiting Fellow an der Harvard University. 1979 wurde er als Anwalt im King’s Inns zugelassen und 1996 zum Senior Counsel ernannt. Taoiseach Bertie Ahern ernannte ihn am 7. Juni 2002 zum Attorney General of Ireland. Am 14. Juni 2007 trat er zurück und arbeitete wieder als Prozessanwalt. Er soll für seinen Rücktritt eine Abfindung bekommen haben, die sich zwischen 87.000 und 200.000 EUR bewegte.
Am 19. Juli 2010 starb er nach längerer schwerer Krankheit und hinterließ seine Frau Siobhán und seine zwei Kinder.